# Mars Climate Orbiter
Mars Climate Orbiter — неудачная миссия НАСА по исследованию марсианского климата, часть программы Mars Surveyor 98. MCO создавался как спутник-транслятор для посадочного аппарата Mars Polar Lander, а после прекращения функционирования последнего, должен был заняться изучением марсианского климата.

## Задачи полета
Основными научными задачами MCO являлось изучение динамики атмосферы Марса и съемка его поверхности. Предполагалось собрать данные по циркуляции пыли, водяного пара и озона в атмосфере Марса; пронаблюдать сезонные изменения погоды на планете в течение марсианского года (687 земных суток). Среди других задач значились исследования полярных марсианских шапок и пылевых бурь.

## Конструкция

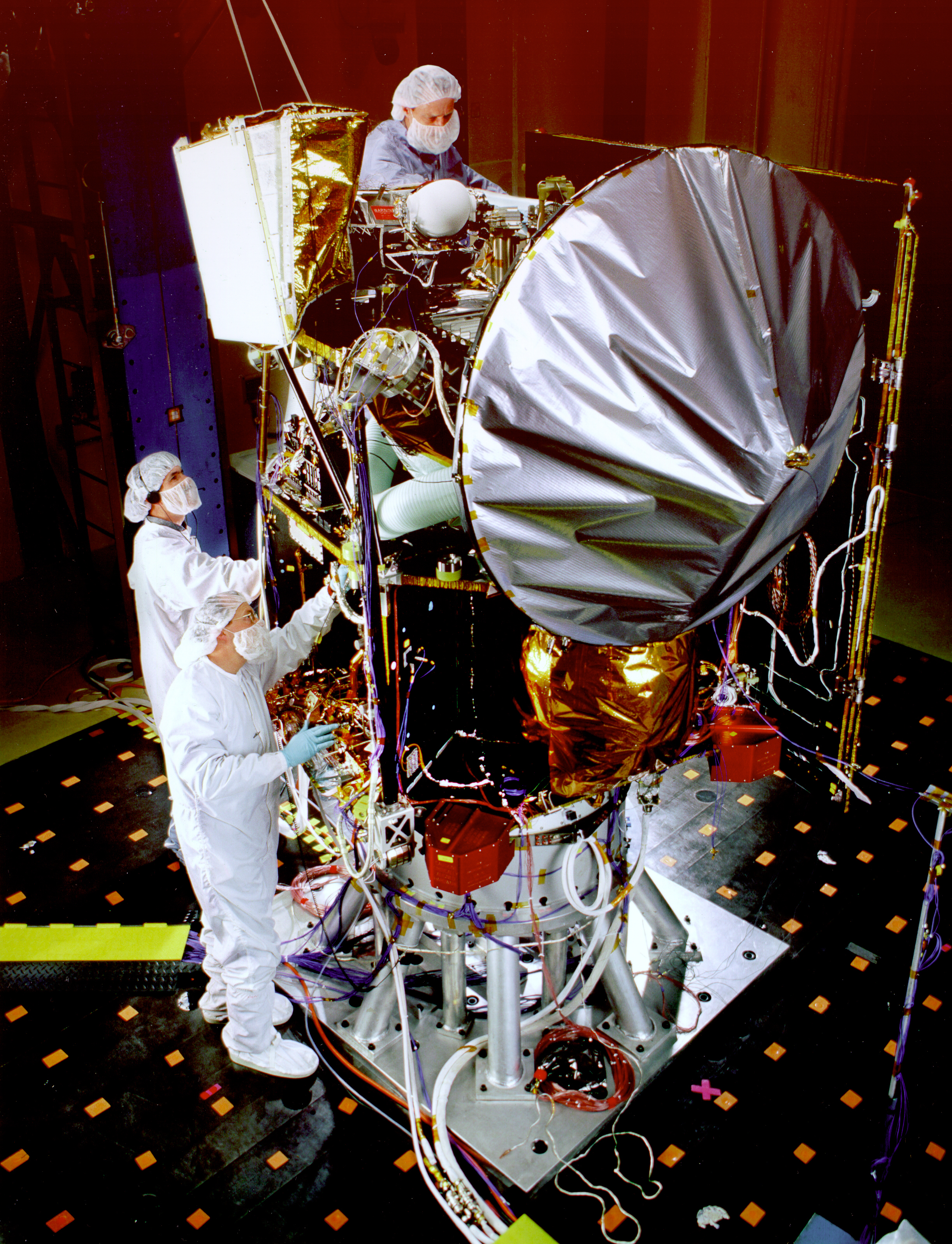
Mars Climate Orbiter на испытаниях

Стартовая масса MCO — 634 кг, в том числе масса топлива — 291 кг. Габаритные размеры шасси КА — 2,1x1,6x2,0 м; размах развернутой солнечной батареи (СБ) — 5,5 м. В состав КА входят два отсека — отсек ДУ, представляющий собой уменьшенный отсек ДУ КА Mars Global Surveyor, и приборный отсек. Главный тормозной импульс для выхода КА на орбиту вокруг Марса выдан двухкомпонентным ЖРД Leros тягой 640 Н (65 кгс), работающим на гидразине и азотном тетраоксиде. Бортовая система управления данными построена на базе 32-разрядного процессора RAD 6000. Объём бортового твердотельного ЗУ составляет 128 Мбайт. Связь с Землёй предполагалось осуществлять в Х-диапазоне через 1.3-метровую антенну высокого усиления HGA, антенну среднего усиления MGA. Дополнительная 10-ваттная УКВ-подсистема предназначалась для двусторонней связи с MPL. Система энергопитания построена на базе трёхсекционной ориентируемой панели СБ с фотоэлементами на арсениде галлия и германии площадью 7,4 м² и аккумуляторных батарей емкостью 16 А•час.

## Научная аппаратура
На борту аппарата были установлены два научных прибора: радиометр PMIRR и блок цветных цифровых камер MARCI.
1. Многоспектральный инфракрасный радиометр PMIRR (Pressure Modulator Infrared Radiometer) для зондирования атмосферы Марса в видимом диапазоне и на длинах волн 6—50 мкм. Для полос воды (6,7 мкм) и углекислого газа (15 мкм) предусмотрено особо высокое спектральное разрешение, которое достигается за счет модуляции давления (плотности) в кюветах, установленных перед четырьмя детекторами. Диапазон рабочих высот сканирования прибора — 0—80 км, разрешение в вертикальной плоскости — 5 км PMIRR разработан в большой международной кооперации учёными из США, Англии и России (ИКИ РАН).
2. Комплект цветных цифровых камер MARCI (Mars Color Imager) для выполнения глобальной съемки поверхности в нескольких спектральных диапазонах. Снимки собирались использовать для создания еженедельных отчетов по марсианской погоде, а также для изучения взаимодействия атмосферы с поверхностью планеты. MARCI состоит из широкоугольной камеры WA (Wide Angle) и камеры «среднего угла зрения» MA (Medium Angle), причем первая планировалась для обзорной съемки состояния атмосферы и поверхности, а вторая — для отслеживания изменений на поверхности. Поле зрения камеры WA 140°. Камера может работать в 7 спектральных диапазонах — 5 видимых и 2 ультрафиолетовых. Ожидаемое пространственное разрешение для номинальной ориентации КА и скорости передачи данных на Землю — 7,2 км/пиксел. Ожидалось получение снимков километрового разрешения, если позволит скорость канала передачи данных. От камеры WA также ожидалась возможность съёмки облаков и дымки в атмосфере над краем планеты с разрешением 4 км. Для камеры MA угол поля зрения составляло 6°, в 10 спектральных диапазонах (425—1000 нм). Разрешение в надире при штатной ориентации КА 40 м/пиксел; размер зоны покрытия поверхности — 40 км.

## Хронология полета и результаты
Mars Climate Orbiter был запущен 11 декабря 1998 года на РН Дельта-2. Аппарат прибыл к Марсу через 9 месяцев. Mars Climate Orbiter 23 сентября 1999 года должен был выдать тормозной импульс и перейти на высокоэллиптическую орбиту с периодом 14 часов, а затем в течение двух месяцев с помощью ряда аэродинамических манёвров в верхней атмосфере Марса довести орбиту до круговой. В расчетное время на высоте 193 км аппарат включил двигатели на торможение. Через 5 минут MCO запланировано ушел за Марс и больше никаких сигналов с него не поступало. Из анализа данных было предположено, что аппарат прошел над поверхностью Марса на высоте 57 км вместо расчетных 110 км и распался в атмосфере. Столь большое отклонение было вызвано ошибкой в программном обеспечении: команды по тяге двигателя в программном обеспечении Mars Climate Orbiter использовали единицу измерения силы ньютон (международная система единиц (СИ)), в то время как программное обеспечение на Земле, которое создавало эти команды, использовало британскую единицу измерения (фунт-сила). Спустя 2 месяца во время посадки на Марс при неизвестных обстоятельствах погибла станция Mars Polar Lander. Таким образом программа Mars Surveyor’98 завершилась полной неудачей, а все последующие планы по изучению Марса были полностью пересмотрены. Единственным научным результатом миссии можно считать снимок Марса, сделанный камерой MARCI 7 сентября 1998 года с расстояния 4,5 млн км. Неудача упоминается как одна из возможных причин окончательного и полного перехода NASA на метрическую систему, объявленного в 2007 году.

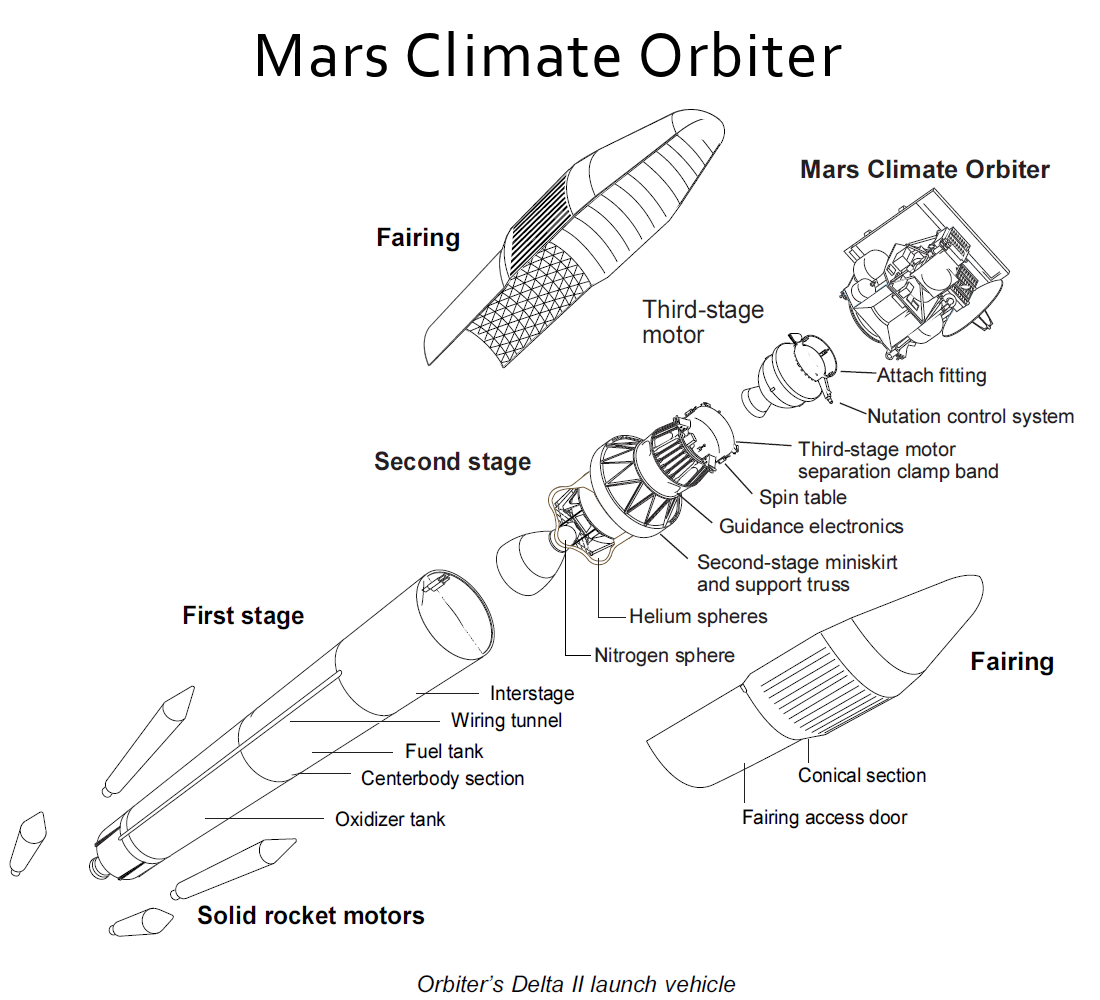
Схема ракеты-носителя Delta II с Mars Climate Orbiter
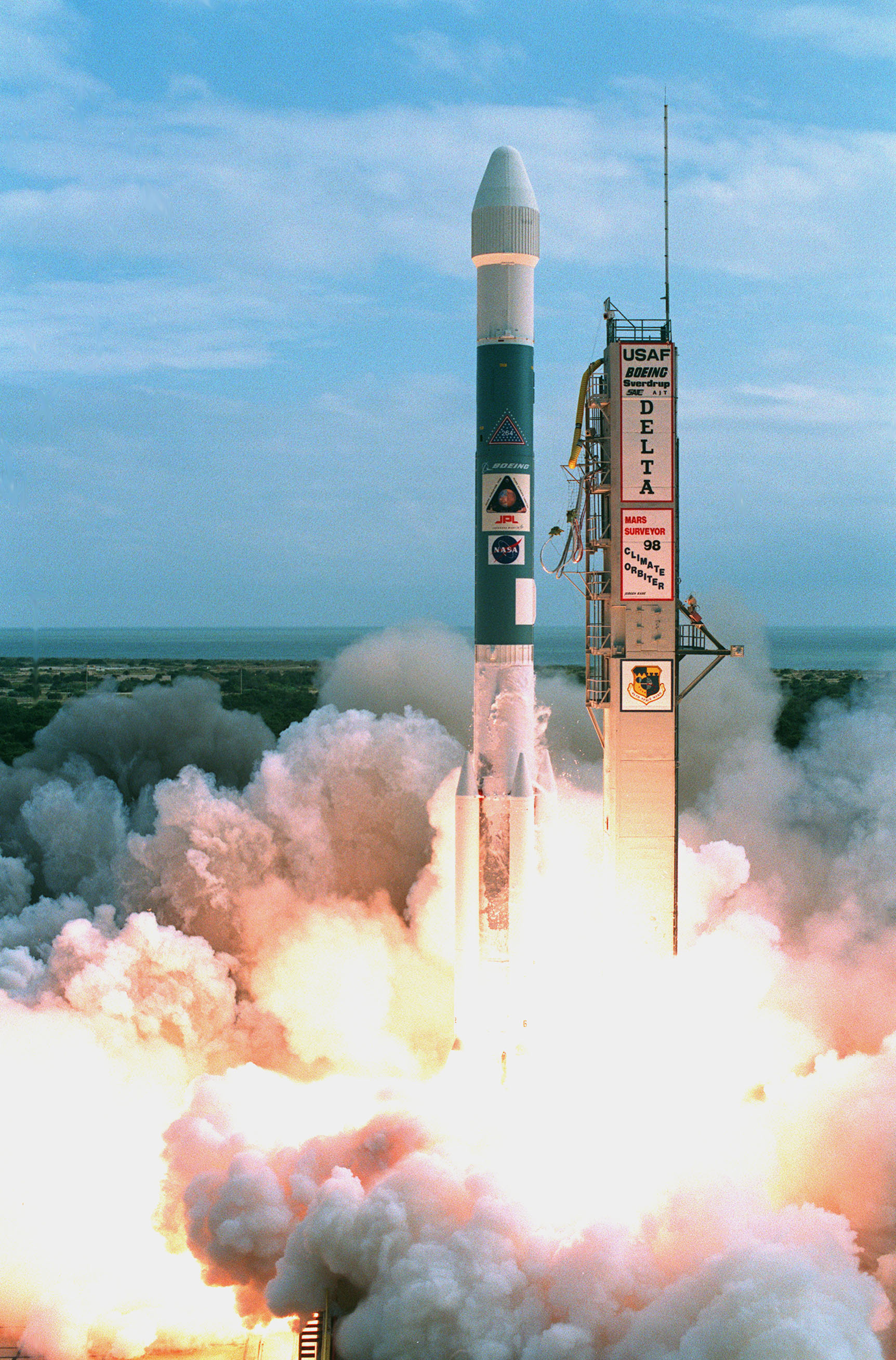
Запуск Mars Climate Orbiter на ракета-носителе Delta II 7425-9.5
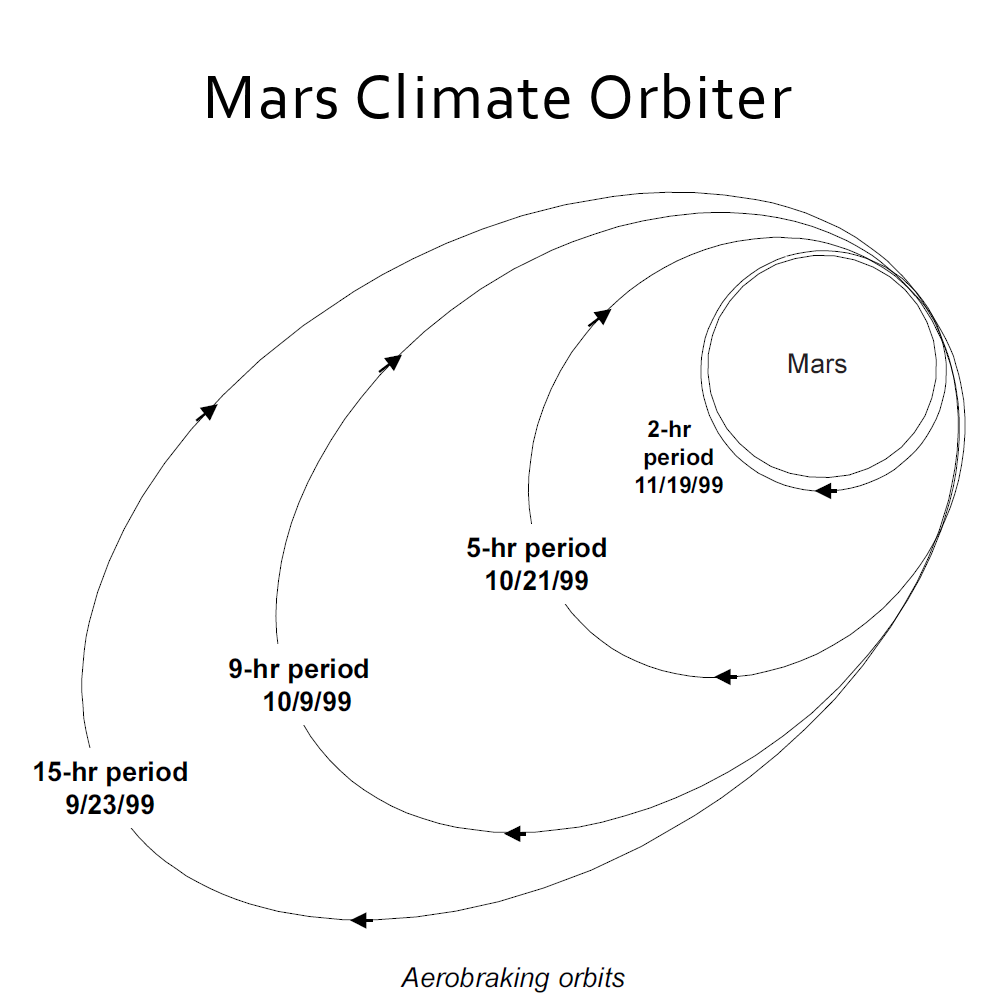
Маневры с атмосферным торможением для размещения Mars Climate Orbiter на орбите Марса
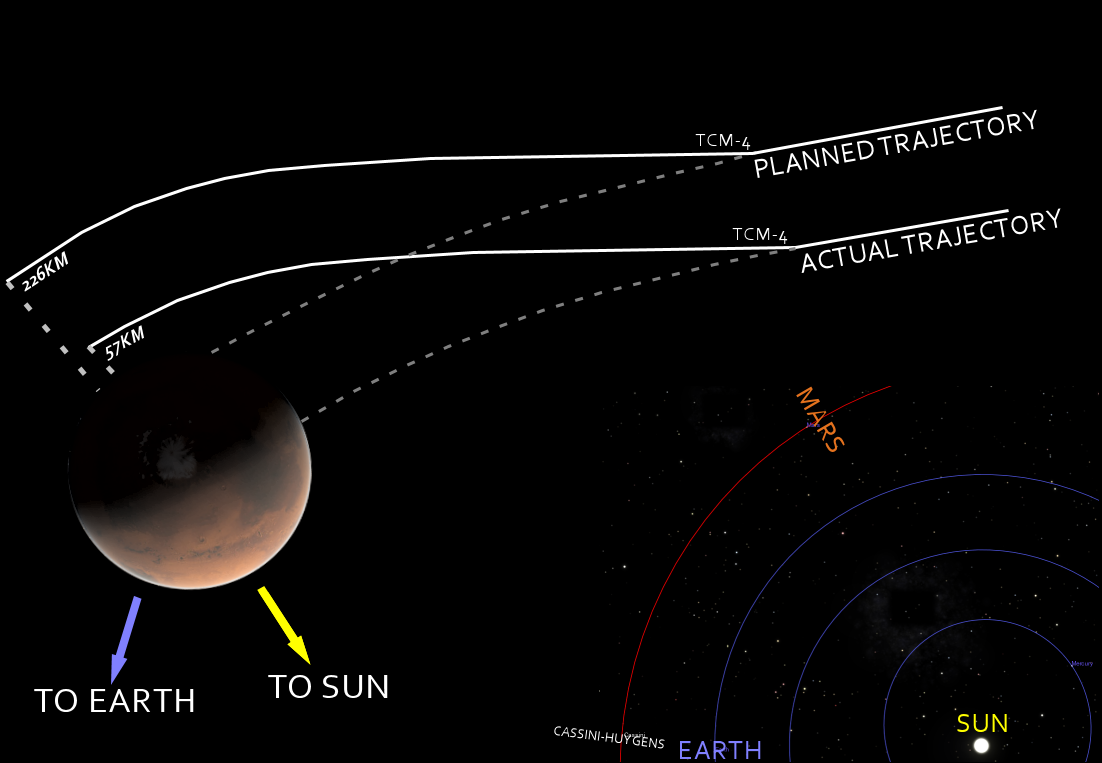
Планируемая и фактическая траектория Mars Climate Orbiter